# موگلی: افسانه جنگل
موگلی: افسانه جنگل (به انگلیسی: Mowgli: Legend of the Jungle) یک فیلم فانتزی و ماجراجویی آمریکایی به کارگردانی اندی سرکیس است که فیلم‌نامه آن توسط کَلی کلاوز برگرفته از مجموعه کتاب جنگل اثر رودیارد کیپلینگ به رشته تحریر درآمده است. از بازیگران آن می‌توان به روون چند، متیو ریس و فریدا پینتو، در کنار صداپیشگی و ضبط حرکت هنرمندانی همچون کریستین بیل، کیت بلانشت، بندیکت کامبربچ، نائومی هریس، تام هالندر و سرکیس اشاره کرد.
فیلم‌برداری موگلی از ۹ مارس ۲۰۱۵ آغاز شد و در ابتدا قرار بود توسط وارنر برادرز در اکتبر ۲۰۱۶ اکران شود، اما فیلم به دلیل کار بر روی جلوه‌های بصری و برای ایجاد فضا بین این فیلم و دیگر اثر اقتباسی وارنر برادرز تحت نام کتاب جنگل در آوریل ۲۰۱۶، چندین مرتبه تأخیر خورد. در ژوئیه ۲۰۱۸، وارنر برادرز حق امتیاز این فیلم را به نت‌فلیکس فروخت. موگلی در ۲۹ نوامبر ۲۰۱۸، به صورت اکران محدود به نمایش درآمد و سپس توسط نت‌فلیکس در ۷ دسامبر ۲۰۱۸ منتشر شد.

## بازیگران
- اندی سرکیس در نقش بالو
- کریستین بیل در نقش باگیرا
- کیت بلانشت در نقش کا
- بندیکت کامبربچ در نقش شیر خان
- پیتر مولان در نقش آکلا
- نائومی هریس در نقش نیشا
- ادی مارسن در نقش ویهان
- جک رینور در نقش برادر گرگ
- تام هالندر در نقش تاباکی